# ピエール・ダルク
ピエール・ダルク、英: Pierre d'Arc（1408年 - 1473年）は、ジャンヌ・ダルクの三兄、フランスの貴族。ジャンヌ・ダルクとともに従軍したことで知られている。妹ジャンヌ・ダルクの軍功により、シャルル7世から「デュ・リス（du Lys）」の家名と、王家の百合紋を冠した紋章の使用を許された。また騎士号にも叙され、「百合の騎士（chevalier du Lys）」と称された。

## 概要
父ジャック・ダルク、母イザベル・ロメの3男として生まれた。妹のジャンヌ・ダルクとともにイギリスとの百年戦争に参加し、1430年5月24日にはコンピエーニュでともに捕虜となった。身代金を支払うために自らを破産させた後、しばらくして釈放された。1445年にオルレアン公からヤマアラシ騎士団の騎士に叙せられた。ピエールには「ド・ラ・ピュセル」として知られるジャンという息子がいた。このニックネームは、同じく「乙女」というニックネームで呼ばれていた妹のジャンヌに敬意を表して付けられたものと考えられている。ジャンヌ・ダルク復権裁判の際は母イザベル・ロメ、次兄のジャンとともに民事訴訟の原告となった。

## 偽ジャンヌ事件
ジャンヌ・ダルクの処刑後、彼女はルーアンで火刑に処されたと広く知られていたが、身代わりが処刑され、本人は生き延びたのではないかという噂が当時から一部で流布していた。こうした背景のもと、各地でジャンヌを名乗る女性たちが現れた。1434年、ピエールと兄ジャンは、そのひとりであるジャンヌ・デ・アルモワーズ（英語: Jeanne des Armoises）（本名クロード）を一時的にジャンヌ本人と認め、彼女とともに各地を巡った。オルレアンを皮切りに、「処刑を生き延びたジャンヌ」として各地で歓待され、支持者から贈り物を受けた。贈与者にはエリーザベト・フォン・ゲルリッツ（ルクセンブルク女公、ブルゴーニュ公アントンの未亡人）などもいた。だが、クロードがフランス王シャルル7世に謁見した際、王がジャンヌからかつて密かに打ち明けられていた「神の使命に関する言葉」について問われ、それに答えることができなかったため、正体が露見した。クロードは詐称を認め、王に許しを乞うた。ピエールとジャンがこの詐称にどこまで加担していたかは資料によって解釈が分かれるが、少なくとも彼らがクロードとともに行動し、周囲の支持や贈答を受けていたことは確認されている。このことから、一種の便宜提供や関与があったと推定されることもある。

## 子孫と系譜の議論
2022年、オルレアンで開催されたジャンヌ・ダルクによる都市解放を記念する行事において、クロティルド・フォルジョ・ダルクという人物がジャンヌ役を務めた。この行事では毎年、15歳の少女が市民から選ばれ、象徴的にジャンヌ・ダルクを演じる伝統がある。クロティルドはピエール・ダルクの直系の子孫であると主張しているが、その系譜には異論もある。系譜研究家のミシェル・ド・サシ・ド・フルドリノワは、1973年10月の『アリアンス・フランセーズ会報』において「ジャンヌ・ダルクの兄弟に現在知られる子孫はいない」と述べている。また、歴史学者フランソワ・ド・ブテイエは、ジャンヌの兄弟の子孫にあたるシャルル・デュ・リス（1632年没）が「家系の最後の男子であった」としている。なお、クロティルドの高祖父にあたるアンリ・ゴーティエは、1827年にフランス国王シャルル10世から勅令を受けて、子どもたちに「ダルク」という姓を名乗らせた。

## 映像作品における描写
1999年のカナダのテレビ映画『ヴァージン・ブレイド』では、ピエールはブロークン・ソーシャル・シーンの中心メンバーでドラマーのジャスティン・ペロフによって演じられ、物語の中で重要な役割を果たしている。

## 家族
ピエールは、父ジャック・ダルクと母イザベル・ロメの間に生まれた5人兄弟の一人である。
- 長男ジャックマン
- 次男ジャン
- 三男ピエール・ダルク
- 長女ジャンヌ・ダルク
- 次女カトリーヌ